# 外克納彭山

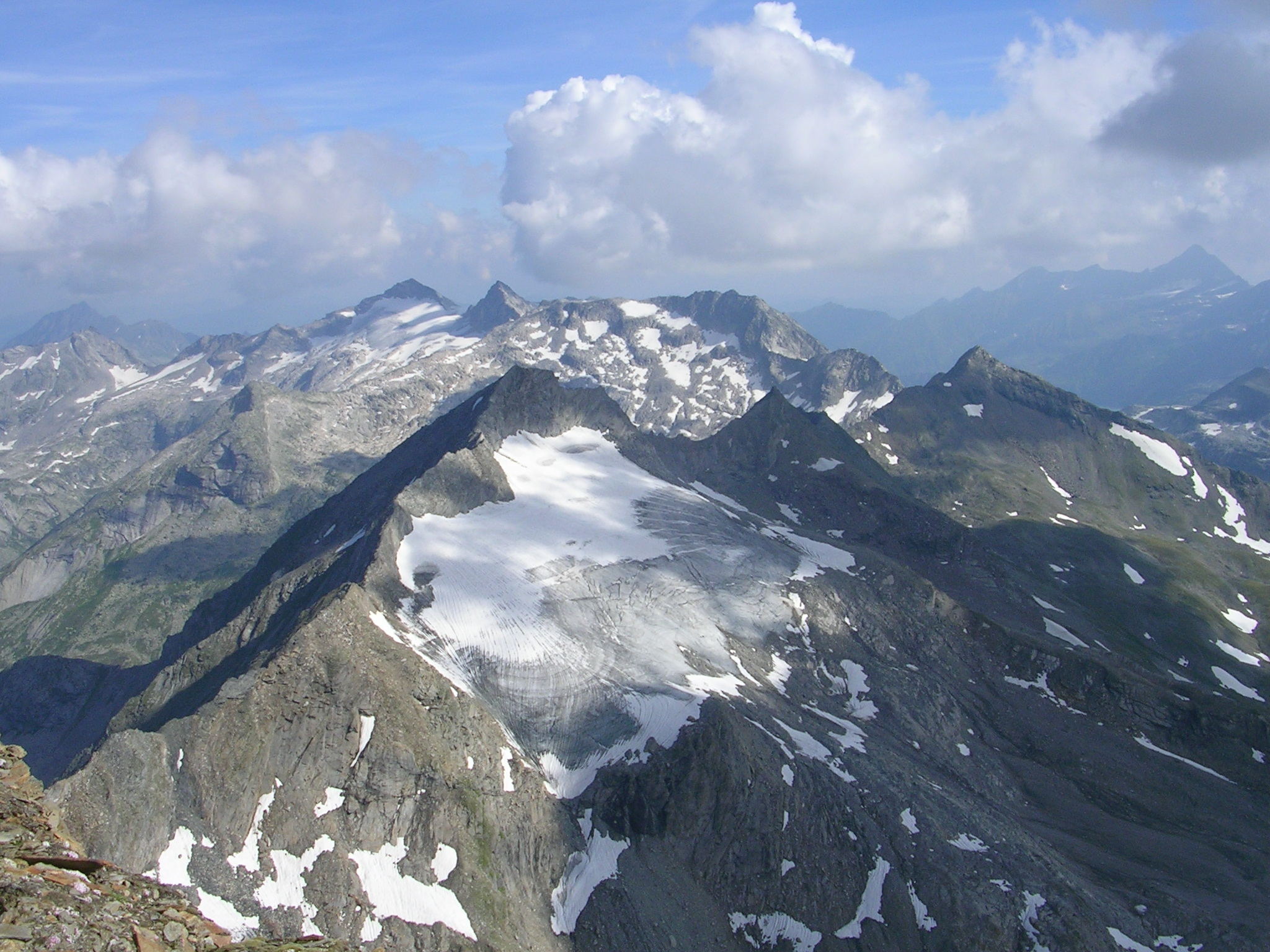

47°05′29″N 12°35′47″E / 47.09136°N 12.59627°E
外克納彭山（德語：Äußerer Knappenkopf），是奧地利的山峰，位於該國西部，由蒂羅爾州負責管轄，屬於格拉納特山脈的一部分，距離盧肯科格爾山0.4公里，海拔高度3,031米，人類在1907年首次登頂。